# Верх-Чебула
Верх-Чебула́ — посёлок городского типа в Кемеровской области России, административный центр Чебулинского района и Верх-Чебулинского городского поселения.

## История
Основан в 1762 году. Считается, что основателем поселка был сбежавший с Урала каторжанин Чугуев. Переселенцы из Казанской, Рязанской, Орловской, Тамбовской губерний. «Чалдоны» составляли большую часть населения Верх-Чебулы.
Статус посёлка городского типа — с 1974 года.

## Легенда о названии
Согласно же научному обоснованию названия, слово «чебула» в переводе с тюркского языка означает «длинная река». Существует мнение, что сначала так назвали реку, а уже после возникло поселение на её берегу.

## Население
| 1959  | 1970  | 1979  | 1989  | 2002  | 2009  | 2010  |
| ----- | ----- | ----- | ----- | ----- | ----- | ----- |
| 3176  | ↗3384 | ↗4417 | ↗5474 | ↘5357 | ↘5118 | ↘5060 |
| 2011  | 2012  | 2013  | 2014  | 2015  | 2016  | 2017  |
| ↘5052 | ↘4953 | ↘4863 | ↘4795 | ↘4700 | ↘4638 | ↘4584 |
| 2018  | 2019  | 2020  | 2021  |       |       |       |
| ↘4556 | ↘4528 | ↘4482 | ↗5309 |       |       |       |

## Экономика
ООО «Чебулинское»